# 塞讷泽尔格
塞讷泽尔格（法語：Sénezergues，法語發音：[sen(ə)zɛʁɡ]）是法国康塔尔省的一个市镇，属于欧里亚克区。

## 地理
塞讷泽尔格（44°42'9"N, 2°24'47"E）面积17.61 平方千米，位于法国奥弗涅-罗讷-阿尔卑斯大区康塔爾省，该省份为法国中南部省份，位于法國中央高原中心，北起科雷兹省、上盧瓦爾省和多姆山省，西接洛特省和科雷兹省，南至阿韦龙省和洛特省，东临上盧瓦爾省和洛泽尔省。
与塞讷泽尔格接壤的市镇（或旧市镇、城区）包括：卡萨尼尤兹、瑞纳克、马科莱斯、桑萨克韦纳泽斯、皮卡佩勒。

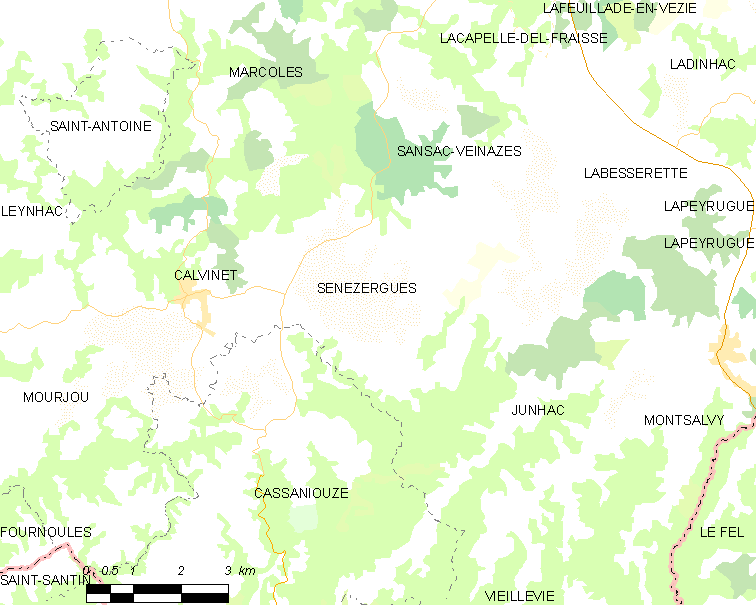
塞讷泽尔格的OSM定位图

塞讷泽尔格的时区为UTC+01:00、UTC+02:00（夏令时）。

## 行政
塞讷泽尔格的邮政编码为15340，INSEE市镇编码为15226。

## 政治
塞讷泽尔格所属的省级选区为塞尔河畔阿尔帕容县。

## 人口

1962-2008年间塞讷泽尔格人口变化图示

塞讷泽尔格于2022年1月1日时的人口数量为209人。